# Capodimonte (Nápoles)

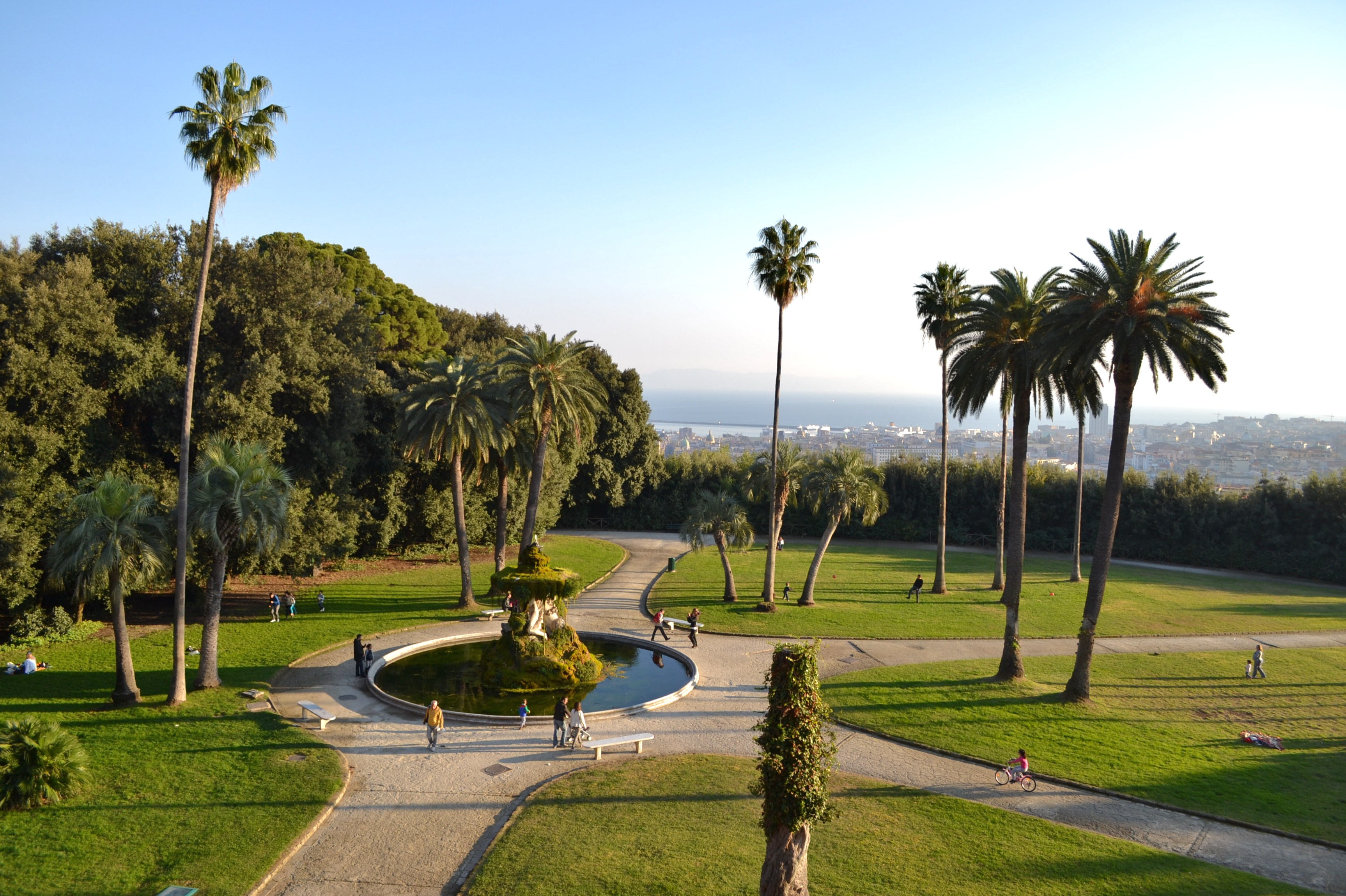
El parque de Capodimonte con las vistas de Nápoles.

Capodimonte es una zona de Nápoles, Italia, subdividida en los caseríos de Porta Grande, Porta Piccola y Porta Miano.

## Historia

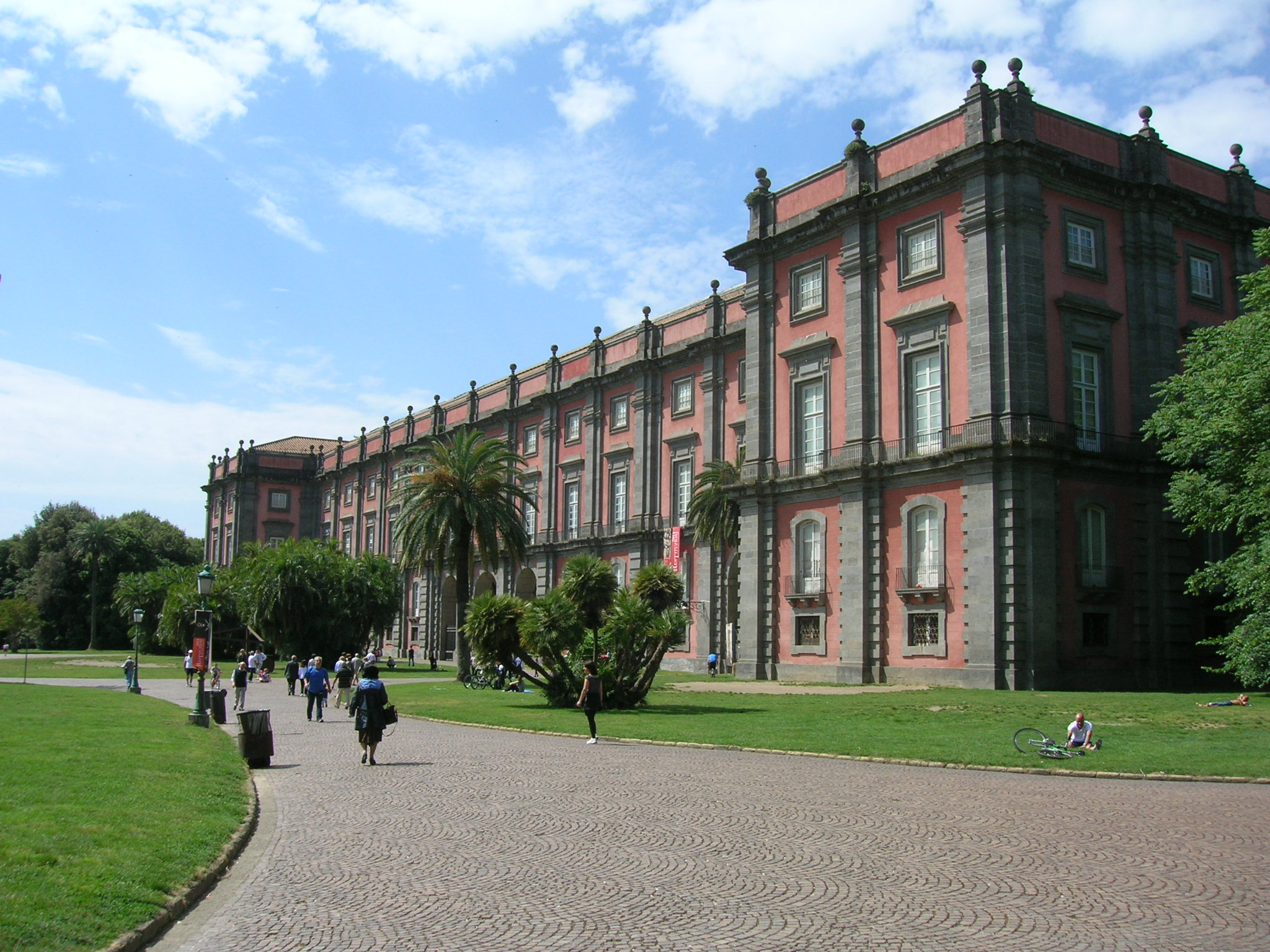
El Palacio Real de Capodimonte.

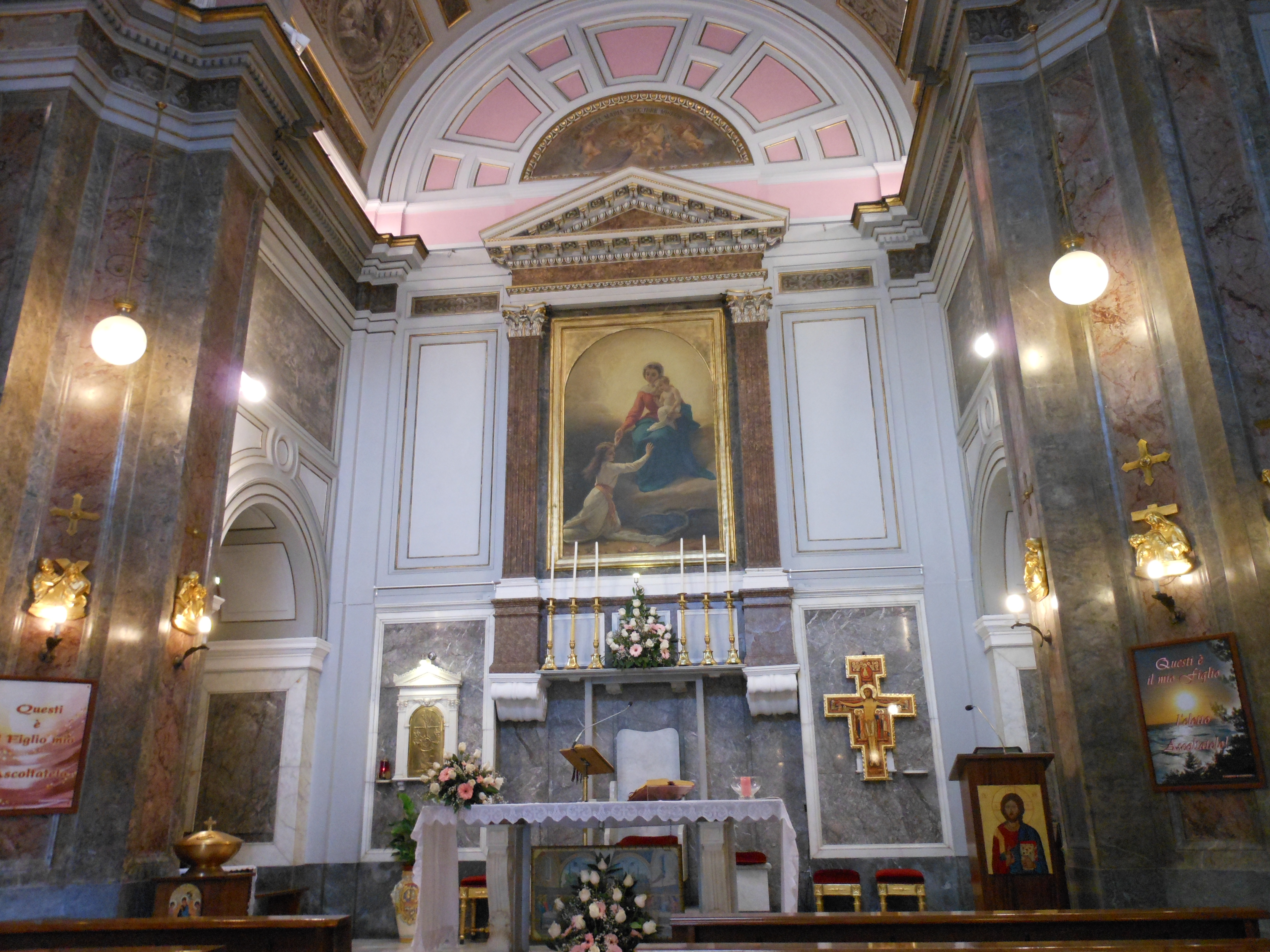
La iglesia de Santa Maria del Soccorso.

A finales del siglo XVI, Capodimonte era un pequeño caserío en las colinas al norte de Nápoles con mala conexión con el centro de la ciudad. En 1575 se produjo un paso adelante en la historia del caserío, con la fundación de la iglesia de Santa Maria delle Grazie a Capodimonte y el inicio de un desarrollo urbanístico todavía no invasivo, formado por villas y granjas nobiliarias, que caracterizarán la zona especialmente en el siglo XIX.
En el siglo XVIII, con la construcción del Palacio Real de Capodimonte y del parque que lo rodea, y en el siglo XIX, con la construcción de la Via Capodimonte, del ponte della Sanità y del depósito de agua sobre el valle dei Gerolomini, Capodimonte se «acercaba» a Nápoles. En este último siglo se produjo el boom de construcción de villas que aún en la actualidad muestran su magnificencia.
Con la reforma emprendida por Joaquín Murat, el caserío de Capodimonte, a diferencia de todos los otros caseríos que lo rodean, que se hicieron autónomos a excepción de Scampìa (que pasó a ser fracción de Secondigliano), fue absorbido por el municipio de Nápoles.
Tras la unificación italiana, mientras el Palacio Real y las villas de los alrededores continuaban siendo encrucijada de nobles, Capodimonte continuaba conservando su aspecto de pequeño caserío rural, pese a formar parte del municipio de Nápoles. En los años treinta se construyó el Seminario Arzobispal de Nápoles en la colina de los Colli Aminei, proyectado por el ingeniero Tirone, por órdenes del cardenal Alessio Ascalesi, quien lo inauguró el 29 de junio de 1934.
Tras la Segunda Guerra Mundial, Capodimonte se expandió hacia el norte con la construcción del rione Lieti. A finales de los años sesenta, la frenética expansión urbanística de los colli Aminei en la zona occidental de la colina tergiversó, por fortuna solo parcialmente debido a las accidentadas características del territorio, los equilibrios ambientales y paisajísticos de Capodimonte que, pese a la fuerte expansión urbanística, conserva en la actualidad una notable superficie verde, actualmente cuidada y bien conservada, que rodea los caseríos de Porta Piccola y Porta Grande, situados precisamente alrededor de las dos puertas de acceso al Palacio Real.

## El aislamiento
Un problema histórico de Capodimonte es la falta de conexiones adecuadas con el centro de la ciudad. La zona siempre ha sufrido de estos problemas, especialmente por el aislamiento geográfico derivado de las importantes pendientes sobre las cuales se intervino desde el decenio francés, con la apertura de un verdadero eje de conexión, el Corso Napoleone, actual Via Amedeo di Savoia.
Posteriormente, a partir de 1902, contribuyeron a las conexiones con la capital los tranvías de Capodimonte que conectaban Nápoles con este suburbio. Tras la supresión de los tranvías, las conexiones se garantizaron inicialmente con autobuses y trolebuses, pero con la llegada del metro a la ciudad todo se confió a él, mostrando el aislamiento de la zona respecto a otras vecinas que contienen las estaciones. Capodimonte no se puede beneficiar completamente de la línea 1 del Metro de Nápoles a causa de la notable distancia (unos dos kilómetros) de las estaciones más cercanas (Colli Aminei, Frullone, Materdei y Museo).

## Lugares de interés

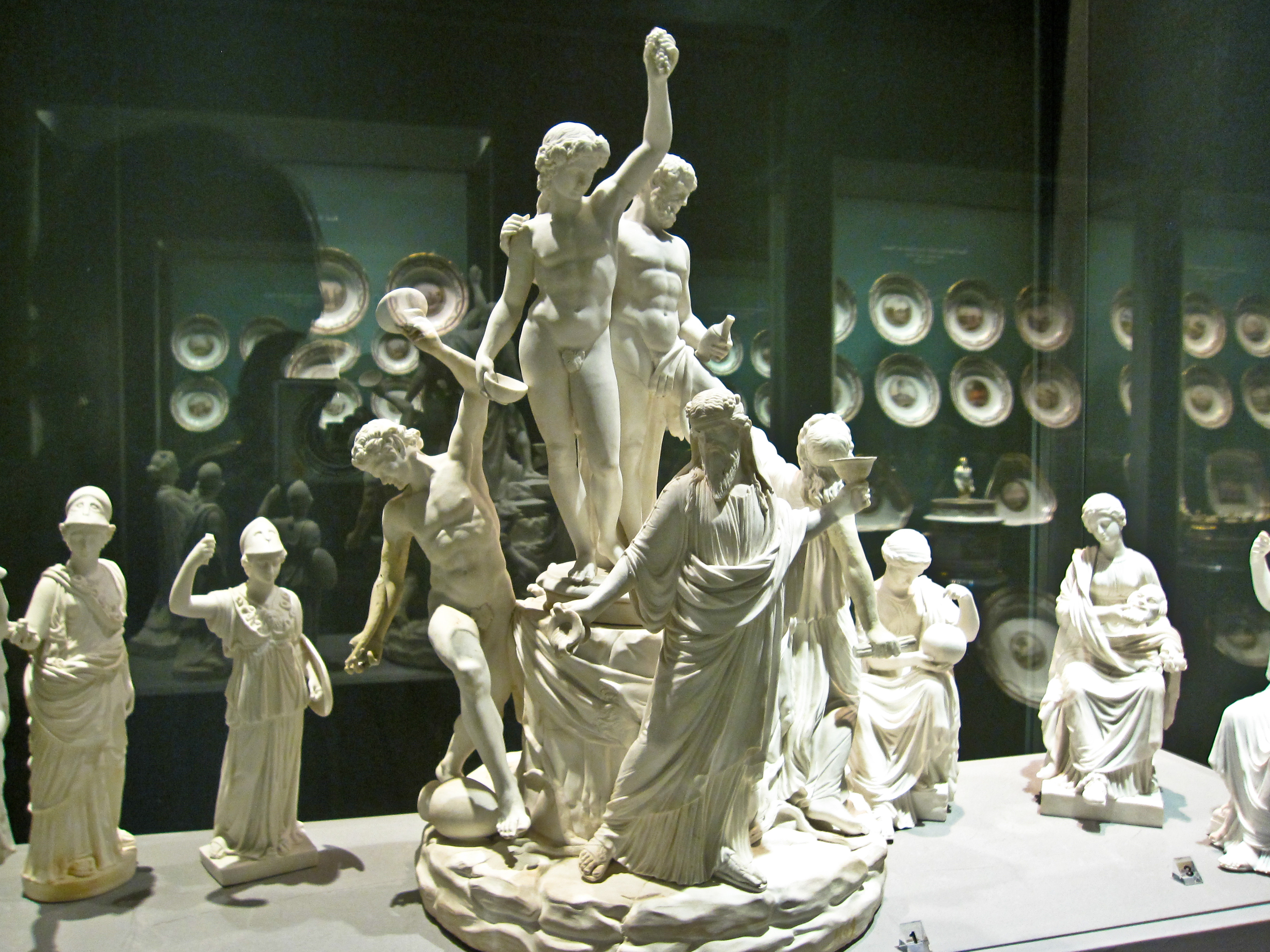
Una pieza de porcelana de Capodimonte.

Visto el elevado potencial turístico de la zona, en los últimos años se ha intentado dar un impulso a este sector, con resultados no del todo satisfactorios debido a la falta de un sistema de promoción eficiente de los establecimientos turísticos y de los bienes culturales presentes en la zona que, aparte del Palacio Real y el Parque de Capodimonte, no atraen turistas. En la actualidad, Capodimonte es un punto obligado en una visita a Nápoles, debido a la presencia de zonas verdes y monumentos pero sobre todo por la calma y la tranquilidad difíciles de encontrar en otras zonas de la ciudad.

### La porcelana de Capodimonte
Un importante elemento típico de Capodimonte es la porcelana, fundada junto al palacio por Carlos III, pero que tuvo su período más florido bajo el reinado de su hijo Fernando I, quien instituyó la Real Fabbrica Ferdinandea, cuyas obras harán escuela y causarán la asociación común en todo el mundo del nombre de Capodimonte con la porcelana.

### El observatorio astronómico

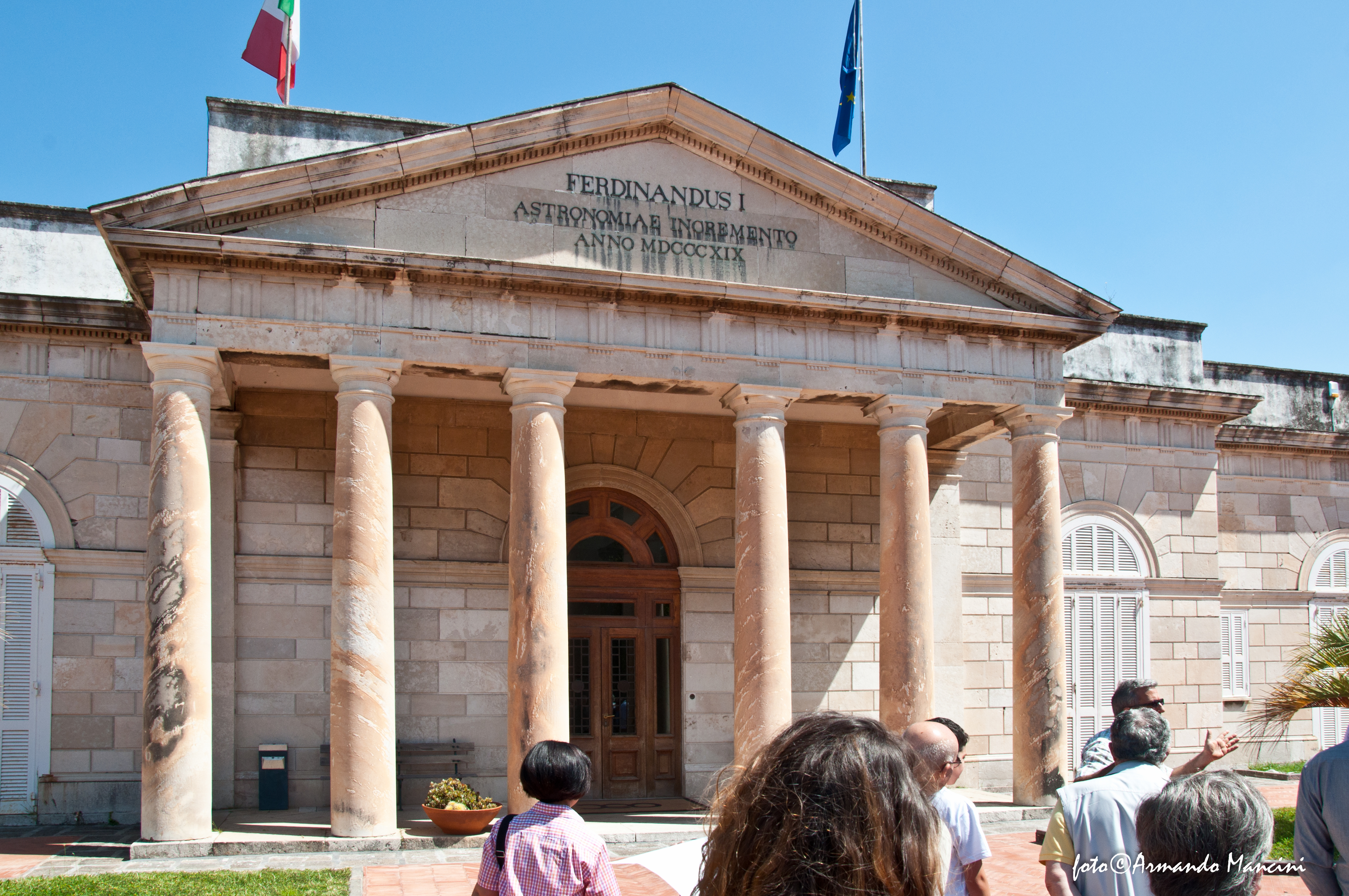
El observatorio astronómico de Capodimonte.

En Capodimonte se encuentra uno de los doce observatorios astronómicos del Istituto Nazionale di Astrofisica, situado en Salita Moiariello 16, construido por órdenes de Joaquín Murat y valorado positivamente por Fernando I en su vuelta al trono, quien intuyó el prestigio y la utilidad de los descubrimientos astronómicos, permitiendo su apertura. Todavía en la actualidad el observatorio mantiene su importancia en el ámbito científico.

### Las villas
Dispersas por toda la zona, como también en las zonas vecinas, las villas nobiliarias son un testimonio de la historia de Capodimonte y de sus desarrollos arquitectónicos.